# Jean-Baptiste Ouédraogo
Jean-Baptiste Ouédraogo (Kaya, 30 de junho de 1942) é um ex-militar e político burquinabê.

## Biografia
Assumiu o poder da República de Alto Volta, atual Burquina Fasso, depois da queda do coronel Saye Zerbo, em 25 de novembro de 1980. Depois de disputas políticas internas contra o grupo do capitão Thomas Sankara, ele foi derrubado em um golpe de estado liderado pelo capitão Blaise Compaoré, aliado de Sankara, em 4 de agosto de 1983.